# Élections législatives de 1973 dans l'Ariège
Les élections législatives françaises de 1973 se déroulent les 4 et 11 mars 1973. Dans le département de l'Ariège, deux députés sont à élire dans le cadre de deux circonscriptions.

## Élus
| Circonscription | Député sortant   | Parti | Parti | Député élu ou réélu | Parti | Parti |
| --------------- | ---------------- | ----- | ----- | ------------------- | ----- | ----- |
| 1re             | Gilbert Faure    |       | PS    | Gilbert Faure       |       | PS    |
| 2e              | André Saint-Paul |       | PS    | André Saint-Paul    |       | PS    |

## Résultats

### Résultats à l'échelle du département
| Parti                 | Parti                                   | Premier tour | Premier tour | Second tour | Second tour | Sièges |
| Parti                 | Parti                                   | Voix         | %            | Voix        | %           | Sièges |
| --------------------- | --------------------------------------- | ------------ | ------------ | ----------- | ----------- | ------ |
|                       | Parti socialiste                        | 31 571       | 42,46        | 49 582      | 66,22       | 2      |
|                       | Parti communiste français               | 15 899       | 21,38        | Retrait     | Retrait     | 0      |
|                       | Union de la gauche                      | 47 470       | 63,85        | 49 582      | 66,22       | 2      |
|                       |                                         |              |              |             |             |        |
|                       | Union des démocrates pour la République | 18 450       | 24,82        | 25 291      | 33,78       | 0      |
|                       | Divers droite                           | 1 489        | 2,00         |             |             | 0      |
|                       | Républicains indépendants               | 1 151        | 1,55         | 0           |             |        |
|                       | Union des républicains de progrès       | 21 090       | 28,37        | 25 291      | 33,78       | 0      |
|                       |                                         |              |              |             |             |        |
|                       | Mouvement réformateur                   | 4 874        | 6,56         |             |             | 0      |
|                       | Lutte ouvrière                          | 913          | 1,23         | 0           |             |        |
|                       |                                         |              |              |             |             |        |
| Inscrits              | Inscrits                                | 96 372       | 100,00       | 96 350      | 100,00      | 2      |
| Abstentions           | Abstentions                             | 20 283       | 21,05        | 19 416      | 20,15       |        |
| Votants               | Votants                                 | 76 089       | 78,95        | 76 934      | 79,85       |        |
| Blancs et nuls        | Blancs et nuls                          | 1 742        | 2,29         | 2 061       | 2,68        |        |
| Exprimés              | Exprimés                                | 74 347       | 97,71        | 74 873      | 97,32       |        |
| Source : Data.gouv.fr |                                         |              |              |             |             |        |

### Résultats par circonscription

#### Première circonscription (Foix)
| Candidat       | Candidat                    | Parti          | Premier tour | Premier tour | Second tour | Second tour |  |
| Candidat       | Candidat                    | Parti          | Voix         | %            | Voix        | %           |  |
| -------------- | --------------------------- | -------------- | ------------ | ------------ | ----------- | ----------- |  |
|                | Gilbert Faure sortant réélu | PS (UGSD)      | 15 718       | 43,52        | 24 690      | 68,51       |  |
|                | Jean Miquel                 | PCF            | 8 350        | 23,12        | Retrait     | Retrait     |  |
|                | Guy Franco                  | UDR (URP)      | 8 020        | 22,21        | 11 348      | 31,49       |  |
|                | Pierre Salette              | Rad (MR)       | 2 536        | 7,02         |             |             |  |
|                | Henri Martraix              | Divers droite  | 1 489        | 4,12         |             |             |  |
|                |                             |                |              |              |             |             |  |
| Inscrits       | Inscrits                    | Inscrits       | 46 308       | 100,00       | 46 314      | 100,00      |  |
| Abstentions    | Abstentions                 | Abstentions    | 9 273        | 20,02        | 9 143       | 19,74       |  |
| Votants        | Votants                     | Votants        | 37 035       | 79,98        | 37 171      | 80,26       |  |
| Blancs et nuls | Blancs et nuls              | Blancs et nuls | 922          | 2,49         | 1 133       | 3,05        |  |
| Exprimés       | Exprimés                    | Exprimés       | 36 113       | 97,51        | 36 038      | 96,95       |  |

#### Deuxième circonscription (Pamiers - Saint-Girons)
| Candidat       | Candidat                       | Parti          | Premier tour | Premier tour | Second tour | Second tour |  |
| Candidat       | Candidat                       | Parti          | Voix         | %            | Voix        | %           |  |
| -------------- | ------------------------------ | -------------- | ------------ | ------------ | ----------- | ----------- |  |
|                | André Saint-Paul sortant réélu | PS (UGSD)      | 15 853       | 41,46        | 24 892      | 64,1        |  |
|                | Pierre Pénent d'Izarn          | UDR (URP)      | 10 430       | 27,28        | 13 943      | 35,9        |  |
|                | René Capella                   | PCF            | 7 549        | 19,74        | Retrait     | Retrait     |  |
|                | Raymond Bernié                 | Rad (MR)       | 2 338        | 6,11         |             |             |  |
|                | Jacques Brassens               | RI             | 1 151        | 3,01         |             |             |  |
|                | Jean Fernandez                 | LO             | 913          | 2,39         |             |             |  |
|                |                                |                |              |              |             |             |  |
| Inscrits       | Inscrits                       | Inscrits       | 50 064       | 100,00       | 50 036      | 100,00      |  |
| Abstentions    | Abstentions                    | Abstentions    | 11 010       | 21,99        | 10 273      | 20,53       |  |
| Votants        | Votants                        | Votants        | 39 054       | 78,01        | 39 763      | 79,47       |  |
| Blancs et nuls | Blancs et nuls                 | Blancs et nuls | 820          | 2,1          | 928         | 2,33        |  |
| Exprimés       | Exprimés                       | Exprimés       | 38 234       | 97,9         | 38 835      | 97,67       |  |